# Dioscorea sagittata
Dioscorea sagittata là một loài thực vật có hoa trong họ Dioscoreaceae. Loài này được Poir. mô tả khoa học đầu tiên năm 1813.